# Camp de les Garses
El Camp de les Garses és un paratge del terme municipal de Monistrol de Calders, al Moianès.
Està situat al costat de llevant del Pont del Collet, al nord-oest de la Font del Collet i a migdia dels Horts dels Pins, a la mateixa llera de la Golarda just abans que es formi el Calders.